# Hallands lantmannabank
Hallands lantmannabank var en svensk bank verksam 1917–1924. Huvudkontoret låg i Varberg med ett utbrett kontorsnät i Halland.
Bankens bolagsordning fastställdes 10 november 1916 och den första oktrojen varade till 1926. Verksamheten inleddes 1 april 1917. Dagen därpå (2 april) öppnades kontor i Falkenberg, Vessigebro och Slöinge. Kontorsnätet byggdes därefter ut i hög takt.
I januari 1919 övertogs den kortlivade Oskarströms sparbank. Samma månad fick banken tillstånd att driva kontor i Harplinge. Runt 1920 hade banken avdelningskontor i Falkenberg, Kungsbacka, Laholm, Backa, Harplinge, Kungsäter, Oskarström, Skottorp, Slöinge, Vessigebro och Ätran.
År 1923 nåddes en överenskommelse om att banken skulle säljas till nybildade Aktiebolaget Hallandsbanken. Denna affär kunde dock inte genomföras och en dragkamp uppstod mellan Göteborgs bank och Nordiska Handelsbanken om vem som skulle ta över banken, vilket slutade med att Nordiska Handelsbanken tog över banken under 1924. Nordiska Handelsbanken ombildades året därpå som Göteborgs handelsbank. När denna bank delades upp år 1949 övertogs verksamheten på de orter där Hallands lantmannabank tidigare funnits av Göteborgs bank och Jordbrukarbanken.